# Menziken
Menziken is een gemeente en plaats in het Zwitserse kanton Aargau en maakt deel uit van het district Kulm.
Menziken telt 5.668 inwoners.

## Geschiedenis
Op 1 januari 2022 werd Burg opgenomen in de gemeente Menziken.

## Geografie
Menziken heeft een oppervlakte van 6,39 vierkante kilometer (2,47 vierkante mijl) in 2009. Van dit gebied wordt 3,04 vierkante kilometer (1,17 vierkante mijl) of 47,6% gebruikt voor landbouw, terwijl 1,49 vierkante kilometer (0,58 vierkante mijl) of 23,3% bebost is. Van de rest van het land is 1,87 vierkante kilometer (0,72 vierkante mijl) of 29,3% bebouwd (gebouwen of wegen), 0,01 km2 (2,5 acres) of 0,2% zijn rivieren of meren en 0,01 km2 (2,5 acres) of 0,2% is onproductief land.
Van het bebouwde gebied bestaat 2,8% uit industriële gebouwen, terwijl woningen en gebouwen 17,1% en transportinfrastructuur 4,4% uitmaken. Energie- en waterinfrastructuur en andere speciaal ontwikkelde gebieden beslaan 2,7% van het gebied, terwijl parken, groenstroken en sportvelden 2,3% beslaan. 21,8% van het totale landoppervlak is zwaar bebost en 1,6% is bedekt met boomgaarden of kleine boomgroepen. Van het landbouwareaal wordt 29,9% gebruikt voor het verbouwen van gewassen en 16,6% is weidegrond, terwijl 1,1% wordt gebruikt voor boomgaarden of wijndruiven. Al het water in de gemeente bevindt zich in rivieren en beken.
Menziken vormt samen met Reinach en Pfeffikon in het kanton Luzern een agglomeratie in het bovenste Wynental (Wynarivier-vallei).

## Geboren
- Matthias Merz (1984), oriëntatieloper